# Platycoryne micrantha
Platycoryne micrantha är en orkidéart som beskrevs av Victor Samuel Summerhayes. Platycoryne micrantha ingår i släktet Platycoryne och familjen orkidéer. Inga underarter finns listade i Catalogue of Life.